# 李孟尝
李孟尝（593年—666年7月7日），赵州平棘人（今河北赵县城南1.5公里固城村），字待宾，唐初功臣之一，玄武门之变参与者。

## 生平
李孟尝出自赵郡李氏，曾祖父李静，为北齐颍川太守。祖父李专，本州（赵州）主簿。到其父李拔时，已经家势破落，成为饥民。
隋末中原大乱，李孟尝入山为盗。大业末年，与王君廓一起归附唐朝，时年十四。武德元年李渊登基后，王君廓封彭国公，李孟尝授开府仪同，被秦王李世民招入府中为将。同年8月跟随李世民征讨薛举、薛仁杲，武德三年征讨刘武周，前后以功勋加上柱国，累功赏赐财物一千五百段。
武德四年（621年）5月，又从李世民在虎牢之战中破王世充、窦建德，武德六年（621年）5月，跟随行军总管李世勣击破徐圆朗。
武德九年（626年）六月初四，李世民率尉迟敬德、侯君集、张公谨、刘师立、公孙武达、独孤彦云、杜君绰、郑仁泰、李孟尝等九将伏兵于玄武门(长安太极宫北面正门)内，杀死太子李建成、齐王李元吉，夺得帝位。当时以功被授为右监门副率，赐物五千段，黄金五百两。7月除右监门中郎将，封武水县开国公，仍别食实封四百户。8月李世民即皇帝位。
贞观三年（629年）11月，并州都督李世勣为通漠道行军总管，华州刺史柴绍为金河道行军总管，任城郡王李道宗为大同道行军总管，幽州都督卫孝节为恒安道行军总管，营州都督薛万淑为畅武道行军总管，讨伐突厥。
贞观四年（630年）2月，李孟尝跟随李世勣在嘖北阴山大破突厥，以功赏赐奴婢一百口。贞观五年，进封食邑二千户，后改封汉东郡开国公，移食随州实封四百户。
贞观十四年（640年），除右骁卫将军.
贞观十八年（644年），迁右屯卫将军，
贞观二十年（646年），出任黔州刺史。平属下昆、口二州蛮夷骚乱，以克敌善政之功绩，赏赐奴婢二百口。
永徽六年（655年），回朝授右监门大将军。龙朔二年(662年)，诏授右监门卫大将军。五月，策拜右威卫大将军，仍奉敕检校太子右典戎卫率。唐高宗幸洛阳时，令李孟尝与奉常正卿李宽等留守京城长安。
乾封元年五月三十日（666年7月7日）暴病死于长安静安坊的府第，年七十四。高宗下诏追赠使持节大都督荆、硖、岳、朗四州诸军事、荆州刺史，谥曰襄公。陪葬昭陵。夫人。

## 李孟尝碑
李孟尝碑，立于唐高宗乾封元年十一月二十八日（666年12月29日）。原存于陕西醴泉县烟霞乡严峪村东南约500米处李孟尝墓前，1975年移入昭陵博物馆。碑身首高3.92米，下宽1.17米，厚39厘米。碑额篆书，题“大唐故右威卫大将军上柱国汉东郡开国公李府君之碑铭”二十四字。李安期撰文，李玄植正书，万宝哲刻字，共35行，满行80字。碑阴刻李孟尝夫人祔葬题记。1964年发现。碑上部断裂，字尚清晰。

大唐故右威卫大将军上柱国汉东郡开国公李公碑铭并序

司列少常伯知军国李安期制文

太子文学弘文馆学士兼知馆事侍皇太子书李玄植书

　　盖闻宸极居尊，列宿齐其晷；圣人启〇，上智宣其业。皇家宁济区宇，经纶草昧。隋道交丧之辰，王猷俶落之始，必佇韩彭之绩，〇资耿贾之功。〇〇〇兰（缺十五字）讳孟尝，字待宾，赵郡平棘人也。高阳才子，庭坚肇其嘉庆；太上真人，伯阳流其茂祉。冠冕接衽，名德联晖。九代卿族莫之擬，七叶丰貂无与让。曾祖静，齐颍川太守。志度沉敏，幹局贞〇。廉慎一以励风俗，〇〇百〇成轨模。轶黄霸之循吏，为贾逵之师范。祖专，本州主簿。行周邦国，道著丘园。提奖幽滞，鉴裁清远。甄明真假，曲有条贯。父拔，削迹人间，考盘幽〇。游山泽以取释，食沆瀣以疗饥。忘〇〇〇〇〇〇物彭〇之〇〇识艺弘远，材用恢杰。炎精不競，沧海横流。礼乐同奔，文章咸荡。浸稽悬象，火燎绵区。陈吴肇其乱阶，樊谢成其戎首。九州为荆棘之薮，六合尽豺狼之墟。公雅符梁栋之材，〇愤从横之志。〇〇〇〇，观变于时。聚啸崇丘，有怀鱼水之契；刷羽方泽，思齐令陆之举。乃招结英勇，思效款诚。义在择君，情安投水。大业季年，与彭国公王君廓率山东之士，拔迹归朝，时年一十有四，即武德元年也。诏授开府仪同。皇家凤举唐晋，龙腾灞浐。九服尚扰，百川犹沸。文皇帝亲总六军，将清四海。言收杞梓，且延英俊。召入莫府，委之爪牙。破〇〇〇、薛仁杲，讨刘武周，并预陪旌棨，身先士卒。策以命赏，勋效居多，前后加上柱国。每平一贼，便蒙赏赉，累功赐物一千五百段。王充叨窃名号，僭伪伊瀍。分二崤之险，拥三州之众。率彼离心，用拒同德。连兵接战，匪夕伊朝。公参玉帐之奇谋，纵金匮之秘略，〇斯忠义，屡摧凶丑。窦建德据河朔之地，骋图南之举，提劲卒，陈利兵，远为声援，共成唇齿。城皋之行，身擒国灭。克平祸乱，功冠等夷。考绩畴庸，独高诸将。仍从击徐圆朗、破范愿贼，周旋羁勒之间，筹谋帷幄之裹。折冲之重，公实居之。二凶挻祸，窥觎神器。爨生非虑，义在泣诛。公贞劲之节，霜霰无改。大憝销亡，茂赏遄及。于时，武德九年六月四日也。重离启圣，即授右监门副率，赐物五千段，黄金五百两，以其年七月，除右监门中郎将，封武水县开国公，仍别食封四百户。憬彼獯戎，屡扰疆场。强陵地脉，祲起天街。命票卫而分阃，指沙翰以扬旆。贞观四年，副右仆射李靖破突厥于碛北，赐奴婢一百口。上将言飞，英谟远振。击单于之颈，髓名王之骨，岂止渭桥下拜、燕山纪功而已。五年，进封濮阳郡开国公，食邑二千户。文皇以天下乂安，（缺二十二字）诏曰：（缺十字）亲贤，代为藩屏。赐以土宇，食其征赋。既报功勋之劳，寔隆长久之业。于是改封公为汉东郡开国公，邑户如前，移食随州，实封四百户。十四年，除右骁卫将军。十八年，迁右屯卫将军。六军〇〇，八屯任切。警夜巡画，载佇鸿勋。扞城御侮，寔彰勋旧。然惟良之寄，在帝为难；分竹之材，望古称贵。黔巫险要，控摄遐远。调风训俗，允属时贤。廿年，出除使持节、都督黔忠施费巫庄应充辰〇矩夷琰蛮柯十五州，牂州都督等府诸军事、黔州刺史。属昆、牂二州蛮夷扇动，边亭夕警，荒徼晨严，公授律徂征，随机致讨。三令既申，一举大定，然后示之以敬让，导之以廉耻。人悦中和之颂，吏无私谒之讥，遂使夜郎革面，朝飞重译。以克敌善政之绩，赐奴婢二百口。又以公早识变通，久劳于外，轩禁之下，载佇懋功，门卫俟于忠诚；栏锜任要，巡警资于勋烈。创斯戎号，嘉授攸归，授右监门卫大将军。五月，策拜右威卫大将军，其词曰：“於戏！阐扬武节，藉韬略之材；总统戎旃，赖勋贤之重。自非贞猷茂绩，罕或崇恩推〇。右监门卫大将军、上柱国、汉东郡开国公李孟尝志略昭果，气幹沉烈。忠绩表于屯初，懋功彰于运始。司戎暮止，岁寒之节弥励；警卫勤斯，周慎之风惟缉。念功之举，理烛遥图；加职之荣，义孚彝典。是用命尔为右威卫大将军，馀封如故。〇〇〇〇，〇封〇龙。〇忠〇〇，〇〇朝命，可不慎欤！”若夫钩陈閟肃，栏锜崇深，自非吴汉之忠勤，景丹之诚直，何以光膺帝念，式允具瞻。仍奉敕兼检校右典戎卫率。今上命历承基，开图抚运。西云干吕，南风在弦。因万姓之心，应二仪之睠。徙县嵩岳，登封介丘。关中之任，责成斯〇。乘舆发轫，令公与奉常正卿李宽等留守京城。紫极帝居，黄图天府，自非勋高〇史，思〇圣心，何以总甲兵之重，为社稷之镇。车驾还京，仍依本职。粤以乾封元年五月卅日暴疾，薨于静安坊里第，春秋七十有四。皇情震悼，賵赠有加。诏曰：“念功追远，前哲令范；旌善饰终，有国彝典。故右威卫大将军、上柱国、汉东郡开国公李孟尝志怀英毅，幹略沉果。功参运始，业赞经纶。蹑景高骧，培风矫翼。临危弥勇，视险若夷。允膺轩冕之荣，克懋山河之赏。及〇旟〇〇传，执戟〇〇，忠恪尽于一人，威严被于千里。寄深〇〇，任切爪牙。奄从运往，良增悯悼。宜加优赠，式光泉壤，可赠使持节、大都督、荆硖岳朗四州诸军事、荆州刺史，馀如故。赠绢布五百段，米粟五百石，陪葬昭陵。葬事所须，并宜官给。仪仗送至墓所往还。令京官四品、五品一人摄同文少卿监护。”奉常考行，谥曰襄公，礼也。即以其年岁次景寅十一月癸亥朔廿八日庚寅陪葬昭陵东南一十三里。惟公操〇〇整，性履贞悫。幼怀远大之量，长標雄杰之姿。识洞初几，智周先觉，標格有准，器局不恒。纳山川于方寸，期管乐于千古。炎运告终，群凶競逐。龙鬭百川，鸿飞九县。沛泽权舆，便参断蛇之业；昆阳战争，即预奔犀之勤。戮蚩尤，诛錾齿，枭莽爨卓，灭表平袁。武帐之中，尝闻妙筭；文蓖之下，屡陈奇策。倏瞬推锋，纷纭用武。身经百战，气盖万夫。忠贞与义烈同归，权勇将威严一致。故得入司禁旅，出总佳兵。膺上将之重，处连率之要。初节贞心，冒霜停雪；居清体慎，振玉怀冰。终能享此宾宝，无僭终始。立性淳深，属情友信。昔在童戼，频丧怙恃。婴号孺慕，哀感搢绅。逾礼加人，悲缠教义。畴日金兰之契，曩时胶漆之期。或婚娶孤遗，或抚字孩童。因心立志，望古为俦。加以妙达苦空，〇〇因果。常依六度，每受三归。赏赐资财，多充檀施；受用田宅，悉营经像。蹈斯规矩，弘此功业。未闻福善之徵，俄延瞰室之咎。白驹迅景，终丧留侯之年；赤乌成灾，遂促荆王之寿。故吏长史〇徵〇，叹鱼鸟之无依，痛音容之遽灭。滕城启室，方戢畤英；卫冢成山，空埋人杰。是用树此丰碑，式昭馀烈。庶金石之永久，冀兰菊之无绝。其词云尔：

业台胜地，常山宝符。英灵不泯，豪右相趋。市朝虽变，冠冕无渝。声高寰宇，景蔼中区。

门伐踵武，家庆贞吉。体岳克生，含精间出。五色標象，千寻竦质。义符游圣，祥膺捧日。

情超事〇，〇洞几先。参谟内帐，厕迹中涓。弓间月上，阵骇云褰。含霜履刃，击电舒鞭。

灼灼英规，赳赳雄断。情溢运海，志凌霄汉。屡从神略，言凭庙算。禁暴除残，夷凶靖难。

命卿位重，衔珠望隆。紫庭丰丽，丹禁深崇。云谁御侮，我有其功。方书纪绩，甲令称忠。

天山夏海，戎虏逆节。巫表黔中，蛮夷作孽。遞龚天讨，俱穷巢穴。泽逾雨润，威同火烈。

方隅既晏，勋德愈彰。肃承天秩，作卫文昌。聿修〇善，〇〇〇〇。〇〇荒漠，〇著〇〇。

〇〇〇〇，二宫周卫。分统俟材，总戎司契。腹心所委，勋贤攸系。政肃戈鋋，声芬兰蕙。

西羲沉景，东箭浮澜。宋都〇变，楚国云丹。霜凋营柳，风败防兰。虹销剑锷，蛇落矛端。

长山列萧，〇〇〇〇。〇〇〇〇，〇〇〇〇。〇〇〇〇，像图麟阁。千载风范，九京冥寞。

万宝哲刻字

乾封元年岁次景寅十一月癸亥朔廿八日庚寅建

【碑阴题记】

公夫人□□崔氏，祖谦，周上司武〇大夫，隋郑沧二州刺史、袭爵〇〇〇开国公；父宝山，隋秦王府司骑参军、代州司马、太仆〇〇〇〇昌平郡公。厉山降祉，姜水导源。竦日观以承家，资〇〇〇〇〇。夫人早標婉淑，幼禀淳粹。爰自弱龄，来仪君子。〇〇〇〇，琴瑟克谐。得好仇之美，尽如宾之敬。言容之盛，〇〇〇〇；〇〇之〇，宜其家室。汉东公勣预经纶，膺腹心之〇〇，〇〇〇〇，盛叶辅佐之能。德茂阃闱，礼高环珮。既而〇贻〇〇，〇〇尽哭。遗嗣孤藐，孀闺寂寥。紫盖之松，空馀〇鹤；延〇〇水，永悲沉剑。经始丧葬，丰俭〇宜。上表庆人，以〇〇〇。〇玄匣朱棺，〇〇东园之锡；而衣食冠带，实〇心〇〇〇。指皎日以为期，忝同穴而兴慕。足以播美素编，流芳彤〇。〇式昭景行，纪德碑阴云尔。